# Marceli Tarczewski
Marceli Marek Józef Jan Chrzciciel Tarczewski herbu Tarnawa (ur. 18 czerwca 1782 w Ciućkowie, zm. 30 sierpnia 1843 w Warszawie) – polski prawnik, urzędnik, adwokat, obrońca spiskowców, wydawca i wolnomularz.
Ukończył studia prawnicze na Uniwersytecie Albertyna w Królewcu. Po uzyskaniu dyplomu powrócił do Warszawy, gdzie pracował najpierw jako asesor przy Trybunale Cywilnym, a potem jako podprokurator Sądu Apelacyjnego Księstwa Warszawskiego.
Po 1815 roku przeszedł do pracy w adwokaturze i występował z uprawnieniami mecenasa przed kasacyjnym Sądem Najwyższej Instancji. W procesach politycznych bronił polskich konspiratorów. W pierwszym procesie Towarzystwa Patriotycznego, gdzie jako główny oskarżony przed sądem wojennym występował Walerian Łukasiński, Tarczewski bronił Mikołaja Dobrzyckiego. W drugim procesie, toczonym już przed Sądem Sejmowym, był obrońcą prezesa Towarzystwa Stanisława Sołtyka. Jego mowy i pisma procesowe były ogłaszane drukiem. W latach 20. XIX wieku był członkiem Komisji Rządowej Spraw Wewnętrznych i Policji Królestwa Polskiego.
Wraz z żoną prowadził znany w Warszawie salon.
Pod koniec powstania listopadowego był kandydatem na ministra sprawiedliwości w Rządzie Narodowym. Odmówił wówczas przyjęcia stanowiska.

## Życiorys
Pochodził ze średniozamożnej rodziny szlacheckiej.
Urodził się w 1782 roku jako syn Macieja Tarczewskiego (zm. ok. 1790), burgrabiego grodzkiego wyszogrodzkiego, dzierżawcy Kadłubowa, Żochowa i Żochówka; oraz Józefy z Tańskich (zm. po 1830). Był siostrzeńcem Ignacego Tańskiego. Miał młodszą siostrę Dominikę Józefę Cyrylę (ok. 1783–po 1821), żonę byłego żołnierza i wyrobnika Grzegorza Domańskiego; oraz braci Brunona Placyda Franciszka (ur. 1786) i Ferdynanda (1788–1827), właściciela Masłomiący.
Po śmierci Macieja Tarczewskiego jego matka wyszła za mąż za Wincentego Ferreriusza Kraszewskiego (ok. 1752–1830), chorążego Kawalerii Narodowej.
Marceli Tarczewski w 1805 roku ukończył studia prawnicze na Uniwersytecie Albertyna w Królewcu. Powrócił z dyplomem do Warszawy. We wrześniu 1809 roku został mianowany w Warszawie asesorem przy Trybunale Cywilnym I Instancji Departamentu Warszawskiego Księstwa Warszawskiego. 13 sierpnia 1812 zdał egzamin sędziowski przed Najwyższą Komisją Egzaminacyjną i od tego roku pełnił funkcję podprokuratora Sądu Apelacyjnego.
Od 1811 roku należał do loży masońskiej Świątynia Izis.
Po utworzeniu w 1815 roku Królestwa Polskiego zmienił działalność na praktykę adwokacką. W 1816 roku został mecenasem przy Sądzie Najwyższej Instancji. Występował jako pełnomocnik rodzin arystokratycznych.
W latach 1818–1830 był pełnomocnikiem Wydziału Skarbowego oraz Kas Urzędu Municypalnego miasta stołecznego Warszawy. Równocześnie był w latach 1823–1830 asesorem w Radzie Ogólnej Dozorczej Szpitali. Był członkiem Komisji Rządowej Spraw Wewnętrznych i Policji, w ramach której działał w Komisji Miast i pełnił w latach 1824–1830 funkcję radcy prawnego w Sekretariacie Generalnym.
W 1820 roku podjął wraz z Janem Olrychem Szanieckim nieudaną próbę założenia w Pińczowie Towarzystwa Rolniczo-Handlowego. Projekt tej organizacji stał się później pierwowzorem Towarzystwa Kredytowego Ziemskiego.
Reprezentował w postępowaniu Tadeusza Matuszewicza. W 1826 roku, występując w imieniu Anieli Pauliny Popławskiej, nieślubnej córki bankiera Macieja Łyszkiewicza, wygrał proces o spadek po nim. W 1827 roku uczestniczył w procesie o przejęcie części ordynacji myszkowskiej przez Jana Olrycha Szanieckiego.
Wiosną 1827 znalazł się wśród założycieli spółki wydawniczej Drukarnia A. Gałęzowskiego i Kompania. Drukarnia w ciągu dziesięciu lat wydała sto szesnaście pozycji, w tym serię Biblioteka Pisarzów Polskich (dziewiętnaście tomów) i czasopismo prawnicze Themis.
W maju 1827 Tarczewski odkupił od ministra sprawiedliwości Królestwa Polskiego Ignacego Sobolewskiego zadłużone dobra Komorów i Sokołów w powiecie błońskim wraz z kolatorstwem parafii w Pęcicach.
Tarczewski bronił polskich konspiratorów w procesach politycznych. W pierwszym procesie Towarzystwa Patriotycznego, gdzie jako główny oskarżony przed sądem wojennym występował Walerian Łukasiński, Tarczewski bronił Mikołaja Dobrzyckiego; w drugim procesie, toczonym już przed Sądem Sejmowym, był obrońcą prezesa Towarzystwa Stanisława Sołtyka. Za stanowcze wystąpienia w tym procesie Tarczewskiego ukarano upomnieniem, zarzucając mu obrazę prokuratora Onufrego Wyczechowskiego, niemniej jednak jako obrońca wykazał się on skutecznością; wskazał liczne uchybienia formalne, a w efekcie uzyskał wyrok uniewinniający, zatwierdzony na początku 1829 roku przez cara Mikołaja I. Wystąpienia adwokata opublikowano w Zbiorze mów i dokumentów procesu sejmowego (1828).
W latach 1828–1830 był zastępcą cenzora w warszawskim Towarzystwie Oszczędności. W 1830 roku reprezentował spadkobierców Urszuli Tarnowskiej w postępowaniu spadkowym.
Po wybuchu powstania listopadowego, 29 grudnia 1830 dyktator Józef Chłopicki powołał Tarczewskiego do komisji pod przewodnictwem kasztelana Michała Potockiego, która miała rozpoznawać dokumenty dotyczące osób posądzanych o szpiegostwo. Komisja działała do 12 marca 1831. Tuż przed kapitulacją Warszawy, wieczorem 7 września 1831, po odwołaniu generała Jana Krukowieckiego z funkcji prezesa Rządu Narodowego, Tarczewski odmówił objęcia stanowiska ministra sprawiedliwości w rządzie Bonawentury Niemojowskiego.
24 maja 1833 został powołany przez Radę Administracyjną na członka Rady Głównej Opiekuńczej Instytutów Dobroczynnych. Pełnił tę funkcję przez następną dekadę, aż do swojej śmierci w 1843. Od 1835 roku kierował Sekcją Prawną w Komisji Rządowej Spraw Wewnętrznych i Duchownych.
W 1836 roku był podejrzany o sprzedaż nielegalnych druków z Drukarni A. Gałęzowskiego i przesyłanie uzyskanych z tego tytułu pieniędzy swojemu szwagrowi, Karolowi Boromeuszowi Hoffmanowi, przebywającemu na emigracji. Został w związku z tym przesłuchany, a w 1837 roku objęty nadzorem policyjnym. Drukarnię Gałęzowskiego zamknięto.
Tarczewski był współautorem Przepisów obowiązujących przy wykonaniu sądowo lekarskich dochodzeń na trupach (1840). W 1841 roku wylegitymował się ze szlachectwa w Królestwie Polskim. Po likwidacji Sądu Najwyższej Instancji w 1842 roku został mecenasem przy Warszawskich Departamentach Rządzącego Senatu. W latach 1842–1843 toczył spór z proboszczem pęcickim W. Litwinowiczem o grunty kościelne.
17 września 1816 Tarczewski ożenił się ze swoją cioteczną siostrą Aleksandrą Tańską (1792–1850), córką Ignacego i Marianny z Czempińskich, współpracowniczką pisma Rozrywki dla Dzieci, współzałożycielką Związku Dobroczynności Patriotycznej Warszawianek w czasie powstania listopadowego. Aleksandra, podobnie jak jej siostra Klementyna z Tańskich Hoffmanowa, pozostawiła pamiętniki, wydane przez Ossolineum w 1967 roku jako Historia mego życia. Wspomnienia warszawianki.
Marceli i Aleksandra Tarczewscy mieli dwanaścioro dzieci, spośród których ponad połowa zmarła w dzieciństwie lub wczesnej młodości: Ignacego Juliusza (1818–1819), Władysława Wojciecha Jozafata (ur. 1819), Helenę Katarzynę (1820–1845), żonę rzeczywistego radcy stanu Aleksandra Radwana; Kazimierza Macieja (1822–1872), urzędnika Banku Polskiego; Gustawa Jana (1822–po 1864), sztabs-romistrza wojsk rosyjskich, w 1863 roku organizatora powstania w Białej Podlaskiej, zesłanego na katorgę; Marię Stefanię (ur. 1823), zamężną za Józefem Konstantym Grodzickim; Marcjana Stanisława Jana de Matha (ur. 1825); Ignacego Onufrego Antoniego (1826–1829); Marię Reginę (1826–1827); Marię Klementynę (1828–1828); Aleksandrę Wincentę (1830–1836) i Adama Jana Hieronima (1832–1833). Marceli Tarczewski wychowywał też swojego młodszego przyrodniego brata, Jana Kraszewskiego. Aleksandra Tarczewska jako wdowa została dożywotnią właścicielką dóbr komorowskich, które po jej śmierci zlicytowano.
Wraz z żoną Marceli Tarczewski prowadził znany w Warszawie salon. Szwagierka Tarczewskiego, Klementyna z Tańskich Hoffmanowa, wystawiła wysoką ocenę jego postawie moralnej.
Tarczewski zmarł w Warszawie 31 sierpnia 1843. Został pochowany 2 września tego samego roku na cmentarzu w Pęcicach.

## Publikacje
- Odpowiedź ze strony JW. Tadeusza Matuszewica na replikę JW. Dominika Kuczyńskiego obeymuiąca krótką treść całéy sprawy
- Obrona za Stanisławem hrabią Sołtykiem senatorem kasztelanem Królestwa Polskiego o zbrodnię stanu oskarżonym (1828), zobacz także rękopis tejże
- Summaryusz dowodów do obrony Stanisława hrabi Sołtyka senatora kasztelana w sprawie przeciw niemu przed Sądem Seymowym toczącéy się powołanych, które obrońca jego przedstawia z żądaniem aby na publicznéy audyencyi Sądu Seymowego były odczytane (1828)
- Odpowiedź ze strony sukcesorów Urszuli z Ustrzyckich Hr. Tarnowskiéy (...) na rekurs ze strony ssrów Elżbiety z Röslerów Kitlowéy (1830)

## Odznaczenia
- Order Świętej Anny III klasy (1836);
- Order Świętego Włodzimierza IV klasy (1838);
- Order Świętego Stanisława II klasy (1841).

Opracowano na podstawie materiału źródłowego.